# Salles-de-Barbezieux
Salles-de-Barbezieux is een gemeente in het Franse departement Charente (regio Nouvelle-Aquitaine) en telt 415 inwoners (2004). De plaats maakt deel uit van het arrondissement Cognac.

## Geografie
De oppervlakte van Salles-de-Barbezieux bedraagt 9,9 km², de bevolkingsdichtheid is 41,9 inwoners per km².
De onderstaande kaart toont de ligging van Salles-de-Barbezieux met de belangrijkste infrastructuur en aangrenzende gemeenten.

## Demografie
Onderstaande figuur toont het verloop van het inwonertal (bron: INSEE-tellingen).